# 8ビット御三家
8ビット御三家（はちビットごさんけ）とは、日本で1980年代に発売された8ビットパソコンのうち、国内市場において高いシェアを有していたメーカー、シリーズ、機種名を3つ取り上げた総称のこと。時期や媒体によって取り上げられる3種は異なる。
そのため、本項では、その3種の経年変化を通して、日本の一般家庭における8ビットパソコンのユーザー利用の変遷を中心に記述する。一般家庭のユーザーにとって、8ビットパソコンは「高品位コンピュータゲーム機」として認識されることが多かったため、その側面に関しても、本項で述べる。
ハードウェアやその歴史・活用の方向性に関しては8ビットパソコンの項を参照のこと。

## 概要
これらのパーソナルコンピュータ、若しくは当時の呼称に従うなら「マイコン」は、1970年代末から1980年代序盤に掛けて多数のメーカーから発売された。初期に多くみられた電子工作の延長線上にあるものから、ホビー向けに特化したものや、その内でもゲームパソコンとしてコンピュータゲーム（パソコンゲーム）の実行に特化したものもあったが、更にはビジネスユースを視野に入れたものなど、多種多様の機種が入り乱れていた。
限られた市場で激しい競争が繰り広げられた結果、1980年代半ばから後半にかけて、販売不振や経営戦略上の判断を理由に大半のメーカーが家庭用パソコン市場から撤退し、最終的に日本国内で生き残ったものがこれらのシリーズである。

### 呼称に関して
「8ビット御三家」という語は、16ビットマシンの普及以降に使われるようになった呼称であり、それまでは「パソコン御三家」あるいは単に「御三家」と呼ばれていた。なお、この名称は日本市場の状況を表す概念であり、世界的に見ればタンディ・ラジオシャック、Apple Computer、コモドールこそが「御三家」（ビッグスリーとも）といえるものであったが（後述）、当記事においては日本市場のみを扱う事とする。

### 機種
1976年〜1977年頃
筐体に入ったパソコン的形態になる前のワンボードマイコン時代。ただしほとんどTK-80及び、MK-80などクローンの独走状態である。
- TK-80（NEC） 8080A のちにCOMPO-BSを経てPC-8001へ
- H68/TR（日立） 6800 のちにCOMPO-BSに対抗したMB-6880（ベーシックマスター）へ
- Lkit-16（パナファコム→現PFU） MN1600
- EX-80（東芝） 8080 NEC同様EX-80/BSを経てマイナー機パソピア（PA-7010）へ

1978年〜1981年
1978年9月、日立が日本初のホビー向け完成品パソコンとなる ベーシックマスター(MB-6880)を発売。地味な存在として大きなシェアは得られなかったものの、それまでの電子工作のスキルを必要とした組み立てキットの時代から、完成品でプログラムを中心に楽しむ時代に移行する。ほぼ同時期、1978年12月シャープがMZ-80Kを発売、人気となる。遅れること1年後、1979年9月NECがPC-8001を発売して二強としてシェア争いを繰り広げる。そこへ富士通が1981年にFM-8を発売してパソコン市場に参入し、ここにNEC、シャープ、富士通の3社が出揃う。NECはFM-8に対抗してPC-8801を発売。このシリーズがNECの8ビット機の本流となった。1981年には日本ソフトバンク（現・ソフトバンク）が設立され、パソコンソフトの流通が整備され、市場として成立されていく。
- PC-8000シリーズ（NEC）入門機としてPC-6000シリーズ/PC-6600シリーズも追随
- MZシリーズ（シャープ）
- ベーシックマスターシリーズ（日立製作所）
- FM-8（富士通）

1982年〜1988年頃
富士通がFM-8を低価格化してFM-7を発売して大ヒット。シャープを抜いて2位になりパソコン市場で地位を築くが、PC-8801が築いた牙城は崩せなかった。シャープはX1を発売し、主流がMZシリーズからX1シリーズに移行する。競争から脱落した他のメーカーは統一規格のMSXで参入し、次の三機種あるいはメーカーを御三家と指す場合が多くなった。
- PC-8800（NEC：PC-88VA含む）シリーズ
- FM-7（富士通：FM-8,FM-77,FM77AV含む）シリーズ
- X1（シャープ：X1turbo,X1turboZ含む）

これら8ビット機市場に加えて、16ビット機市場ではPC-9800シリーズ（NEC）などを中心として、一般向けパソコンソフト市場を形成していた。

## 時代背景
本来は多目的の超小型コンピュータとして発売されたものだが、期待に反して専用機に対抗しうるものとして受け入れられたわけではなかった。オフィス業務では主にオフコンやミニコン、汎用コンピュータ（タイムシェアリングまたは夜間のバッチ処理）が用いられ、CAD/CAMやCGには高性能なワークステーション、文章作成には日本語ワードプロセッサ（ワープロ専用機）などが使われることが多かった。8ビットパソコンは価格（10万円超から20万円超、当時の新卒労働者の平均月収1〜1.5ヵ月分に相当）の割に利用価値が低く、用途に応じて機器を使い分けた方が遥かに作業効率が高かった。
一般家庭ではパソコン通信端末や趣味レベルのプログラミング、ゲームといった限られた用途に利用され、玩具ないし趣味の道具として扱われた事からホビーパソコンと呼ばれることもあった。家計簿や備忘録などに活用するユーザもいたが、手軽に扱える市販アプリケーションは少ない上に機能も限定的で、自力でプログラミングするにしてもユーザ自身の高いスキルを必要とした。事実上、限られたユーザの興味を引くだけの特殊な市場向けの商品として扱われていた感は否めない。
ただし、家庭向けでは玩具とされたこれら機種でも、制御用などの目的では実用レベルで使用されていた。また、専修学校や大学、専門学校では電子回路やプログラミングの教育に利用され、初等・中等教育では現場教師の裁量で生徒に使わせることもあった。これらの用途に関しては8ビットパソコンの項を参照。

### 家庭向け市場の開花
ごく初期の製品では、ワンボードマイコンのようなキットとして販売されていたことから、電子回路に馴染みのあるアマチュア無線や電子工作を趣味にしていた人たちがまず市場を切り拓いた。続いて、コンピュータゲーム市場の発展に伴い、ゲームのために大金を投じてハードウェアを購入するヘビーユーザーもあり、これらの人々が好んでパソコンを購入した。また来るべきコンピュータ時代に期待して、中高生の子供にパソコンを買い与える親もあった。これらを買い与えられた子供の方は高価なゲーム機として利用するケースが非常に多かったが、一部はプログラミングに熱中し、後の国内コンピュータ産業の基盤を作っていった。今日のゲームメーカーやソフトウェア産業における企業創業者や役職付きの人々の中には、当時の「パソコン少年」が少なからず居る。
同時代の家庭におけるパソコンの用途は、過半数がゲームのみに利用され、残りが趣味のプログラミングとゲーム、一部で細々と実用的な用途に利用されるといった具合であった。同過程を経て、特に顕著なゲーム利用のパソコン市場において、「より人気のゲームの多いパソコン」が生き残り、それ以外が淘汰されていった。「8ビット御三家」は、同時代の他機種に比べて高性能な画像・音声（FM音源等）処理能力と、優れた設計思想によって市場を確保することに成功した。また、家庭用ゲーム機を上回る表現能力により、高品位ゲーム機としての地位も獲得していた。後に、安価で高性能なMSX（実際に評価されたのはMSX2やそれ以降）も登場し、1990年代に入るまで8ビット御三家+MSXシリーズの市場が形成されていた。

### 日本国外メーカーの動向
なお、同時期における日本国外の8ビットパソコンメーカーは、国内メーカーの熾烈な競争があった日本市場に参入できず、コモドールやApple Computer、タンディ・ラジオシャックなど世界市場でシェアの高い製品は、個人輸入規模や代理店を立てて細々と輸入されていたに過ぎなかった。その一方で日本メーカーの8ビットパソコンも国外では振るわず、ほぼ鎖国状態となっていた。米国メーカーは、最重要販売拠点に米国国内、次いで欧州を設定し、日本はその次に位置づけられていた。各社ともNTSCモデル以外に、PAL/SECAMモデルを投入していた。また、日本語ローカライズの困難さも普及を妨げる一因だった。1byte文字圏である欧州対応版であれば米国内でローカライズも簡単にできるが、かなや漢字を扱うには文字処理の仕組みそのものを変えなければならなかった。加えて、マニュアルの日本語化の問題もあった。それらの問題を解決したとしても、投入した経営資源に見合った利益を得られるほど日本の市場は大きくなかった。そのため、日本支社を設立して拡販するまでには至らなかった。しかしながら、秋葉原、日本橋、大須などではApple IIなどの海賊版基板（クローン基板）によるデッドコピー製品が流通していた。

## 互換性
これらの機種には、ハードウェアデザインの「標準」といえるものがほとんどなく、メーカー間の互換性はまったくなかった。同一メーカーの製品であってもシリーズが違えば非互換であり、後継機に前機種との互換性が充分に確保されていない場合すらあった。
標準がないということは、設計の自由度が高いということでもある。各社から様々な個性を持ったパソコンが発売された。しかし、内部仕様が公開されておらず、市場規模も小さかったため、サードパーティー製の周辺機器は1990年代以降と比べると格段に少なかった。本体メーカー以外から販売された拡張基板や拡張ユニットは、一部のリバースエンジニアリングによって設計されたものや、ライセンス料を支払って製造された機器があった。プリンタやマウスなどには、インターフェイスそのものが違い接続すらできないもの、形状は同じでも信号線の違いにより動作しないものなどが存在した。
必然的に、ユーザーはメーカーブランドの純正品を購入する必要がある。周辺機器は一般に利益率が高く、本体価格を引き下げる原資となっていた。言い換えれば、特定の利用者以外には不要な機能を別売りにして本体価格を低く抑えていたのである。たとえば、初期のFDD（フロッピーディスクドライブ）の販売価格は10万円を超えており、カセットテープ式のデータレコーダで代用すればよいというユーザーは、安価な本体を手に入れられるというメリットがあった。ただし、同一メーカーの他機種に買い替えても手持ちの周辺機器が使えなくなることもあり、ユーザーは余計な出費を強いられることもあった。
ソフトウェアもそれぞれの機種専用のものが必要であり、現在のようなOSによりハードウェアの相違が吸収されるということはほとんど期待できなかった。どの機種でもBASICは使えたが、グラフィックス表示など独自に拡張された部分が多く、基本的な命令についてのみ最低限の互換性がある程度で、事実上互換性は無いと言ってもよかった。他の機種でソースを再利用するには非互換箇所の書き換えは必須で、同一メーカーの後継機種の場合はコンバータ（自動変換ソフト）がバンドル又は販売されていることもあった。しかし、コンバータを通してすら一部は自分で修正する必要がある場合があった。OSには主にCP/Mが用いられた（CP/Mの利用状況については当該記事を参照の事）。なお、CPUアーキテクチャの違うFM-7シリーズにはCP/Mを動かす為のZ80ボードが必要だった。これとは別に、雑誌の企画として『Oh!MZ』（後の『Oh!X』）ではモニタ、BIOSの類似ルーチンの入出力条件をそろえることにより共通のバイナリを動かすS-OS"SWORD"を発表し、機種やCPUを跨いだ（CPUが異なる場合はエミュレーションによって）ソフトウェアの実行環境を構築することが試みられた。
それぞれのメーカーがお互いに市場を分割しながら競争を繰り広げ、それぞれの機種に互換性がなかったことから、ソフトウェアメーカーはより多くのユーザーに自社ソフトを売るために、各機種に適合するソフトウェアを個別に開発しなければならなかった（これらを移植ソフトと呼ぶ）。

## 用途

### プログラミング
この時代のパソコンには、慣習的に高級言語の一つであるBASICのインタプリタが標準的に搭載ないし添付されていた。ROMに組み込まれている場合もあれば、テープやフロッピーディスクから起動される場合もあった。このBASICは、プログラミング言語としてだけではなく、簡易なファイル操作やブートローダとしても利用されていた。ユーザーはBASICインタプリタによって限定的なプログラムを作成する事が出来る。当時のユーザーのうち少なくない数が、名目はBASICによるプログラミング、本音では「高級ゲームマシン」として購入する大義名分としていた。ユーザー自身がプログラムを作成するほか、当時はパソコン雑誌などにプログラムリスト（ソースコード）が掲載されており、数KBから長いものでも2〜30KB程度のプログラム（時に機械語ダンプリストを含む）をユーザーが手作業で入力することによって、コンピュータに限定的な作業を行わせたり、あるいは絵を描かせる、音を奏でるといった動作を行わせる事が出来た。
BASIC以外のプログラミング手段としては、C言語、FORTRAN等の高級言語が用いられたほか、遅く制約の多い当時の演算資源をフル活用するためにアセンブリ言語や機械語（BASICを通してメモリに書き込むか、16進数のダンプリストを手打ちする）プログラミングが行われていた。一部の機種では、これらのプログラミング環境やDOS（ディスクオペレーティングシステム、現在のOSの機能の一部）などが標準で添付される例もあった。

### 市販ソフトウェア
商業ベースの市販ソフトウェアも多数のタイトルがあり、マイコン専門店においては豊富に取り揃えられていた。初期のソフトウェアの品質は玉石混淆であったが、ある程度ハードウェアの淘汰が進み、ソフトウェアの流通が整備されてくると、品質も次第に向上していった。
ジャンル構成は、OS、システムユーティリティ、アセンブラやコンパイラとエディタやデバッガ等を含めたプログラミング環境、表計算、ワードプロセッサ、データベース、帳票処理などの実務アプリケーション、CAI用の教育用ソフトウェア、住所録や家計簿などの家庭向けソフトウェア、ゲームなどであった。
同時代の特色として、当時の物価水準ではパソコン本体及び周辺機器が高価であったことに加え、ソフトウェアもまた（単価が現在と大差ないことを鑑みれば）高価なものであったことから、主要都市やターミナル駅の周辺にはこれらのソフトウェアの（違法な）レンタルショップやコピーショップ、コピーガード除去ツールを販売する店も存在していた。

### ゲーム
当時の家庭用ゲーム機においては、あまり多くのメモリー（RAM）が搭載されておらず、またROMカートリッジの容量も、実際にプログラムが組み込まれるROMチップは容量あたりの単価が高く、技術的な問題から価格と集積度の制限があり、フロッピーディスクを多数枚組みにする事で安価かつ容易にデータ量を追加できるパソコンとは違い、現実には一定以下の容量でしか使用できなかった。
このためアイテムやイベント・各種パラメータといったデータの管理で大量に記憶容量を消費し、マップデータや画像データが膨大な容量となるRPGやADV、シミュレーションゲーム分野は不得意とされていた。
更に文字データを本体内に持っていない（同時代の8ビットパソコンは大抵、フォントデータを内蔵ROMチップの形で持っていた）事もあるが、それ以上に表示画面がテレビ画面であったため、細かい文字の判別が難しい事も、同種の文字表示が重要な要素となるゲームにあっては、同時代のパソコンゲームと比較した場合には、いかんともし難い格差があった。
初期のコンピュータRPGやアドベンチャーゲームは、専らパソコン向けのソフトウェアであり、後に『ポートピア連続殺人事件』や『ドラゴンクエスト』等の家庭用ゲーム機向けの物が発売された以降にも、パソコン向けのこれらゲームは、家庭用ゲーム機を遥かにしのぐ表現能力で根強いファンを獲得していた。また、そのようなゲームは必然的にプレイ時間が長くなる為、ゲームデータを一時保存する必要があった。テープやフロッピーディスクに保存できるパソコンとは違い、当初のROMカートリッジは保存機能がなかった為、パスワードやSRAMバッテリバックアップといった方法が採用される迄は実際に発売するのも困難だった。
またその一方で、ゲーム機メーカーによる発売審査の厳しい・低年齢層がプレイすることも多い家庭用ゲーム機ソフトウェアとは違い、プログラミング環境も組み込まれた状態で発売されているパソコンには、零細企業やマニア等による同人活動（ハドソンも当初はそれに近い物だった）によって製作されたソフトウェアも多数存在し、その中には現在でいうところのアダルトゲーム（当時は単純に「エロソフト」と表現されていた）も少なくなかった点で、それらの成人向けの内容により、家庭用ゲームとパソコンゲームの間には顕著な市場の違いが見られた。

### CG
一般消費者がCPUとフレームバッファを手にした最初の製品群でもあるこれら8ビットパソコンは、一般消費者によってコンピュータグラフィックスの探求が始まった最初の世代とも言える。
当初はBASIC言語によるライン&ペイント処理によってグラフ処理を応用した多角形やリサージュ、マンデルブロ集合などの「コンピュータグラフィックス」がよく描かれ、その後雑誌や漫画・アニメなどのイラストや漫画の模写が行われるようになった。また、フロッピーディスクドライブが普及したことでビットマップ画像の保存と再生が容易になると、カーソルキーやポインティングデバイスによって移動したカーソルによってピクセルを直接操作する、現在のレタッチ系グラフィックツールのルーツとも言える環境が現れることになる。多くはデジタル8色、多くても256〜512色程度のアナログカラーパレットから限定的な色を選択することしかできず、解像度も低いなど、多くの制約のある環境ではあったが、当時は「ドット職人」と呼ばれる、限られた環境の中で技巧的な作品を描いてみせるユーザーもおり、雑誌などでその腕前を披露していた。また、低解像度のレンダリングに数十秒〜数日、中には数週間という時間を要したものの、ワイヤーフレームやポリゴン、レイトレーシング等の手法による3Dグラフィックスを模索するユーザーもあり、中にはさらにこれらの画像をコマ撮りして映像化するなど、貧弱な表示能力や演算性能を工夫と情熱でカバーすることで挑戦するユーザーたちも存在した。

### DTM
当時のパーソナルコンピュータのサウンド機能は貧弱であり、単音〜数和音程度の電子音を「演奏する」ことが限界であった。したがってこれらを音源として楽曲に応用するアーティストは稀であり、一部にこれらの音をサンプリングする等して効果音などとして応用した例はあるものの、それらはエキセントリックな表現として認識される程度であった。
一方、MIDIインターフェイスを接続することによって、これらのコンピュータを音源=楽器としてではなく、シーケンサやコンポーザとして活用する応用例は古くから実用化されており、現在のDTM環境の直接のルーツとなっている。
また、多くの一般ユーザーは、BASICを使って内蔵音源をプログラムすることで市販の楽曲をコピーしたり、ギターやピアノ等の楽器で作った曲を別途打ち込むといった方法を取っていた。そんな中でも音源が貧弱なりに聴き応えのある楽曲を作り、雑誌等を通じてプログラムリストを公開していたユーザーもいた。また、テクノポップやゲームミュージックなど、コンピュータの特性を生かした音楽表現も試みられた。ただし内蔵音源を利用した作曲ツールや楽曲データは、基本的に特定機種やその搭載音源に依存していた。そのためこれらソフトはこの時代で断絶しており、現在のDTM環境には継承されていない。

### 教育とパソコン
21世紀にはデジタル後進国と言われ若者のパソコン離れも世界トップクラスで進行する日本だが、安定成長期のこの時代、一部の高校や中学では、来るべき最先端国家日本のコンピュータ時代におけるプログラマー養成の意図もあって、コンピュータ教育を取り入れるところが盛んであった。特に同時代における中流家庭の教育支出増大は目覚しい物があり、この受験戦争における各家庭の教育熱心さは、非常に高価なパソコンを子供に買い与える事すら躊躇わないという家庭も少なくは無かったため、従来は大型コンピュータを設計・製造していたメーカーや、電卓メーカーなどが独自に個人・家庭向けのコンピュータであるパソコンを発表、1980年代初頭に於いて乱戦状態に陥った。
しかし、学校側はプログラミング知識のある講師を揃えられず、専らBASICによる初歩的なプログラミング教育を行っていた。BASICを教育に用いることについては批判も多かった（BASIC#行番号とGOTO文への批判を参照）。
同時代にはコンピュータによる教育支援という可能性から、テスト用紙に記入する代わりにパソコンに答えを入力する・または教科書の代わりに、随時質問を受け付けながらパソコン画面に説明を表示していくコンピュータ支援教育（CAI）が提唱され、一部の学校で試験運用も始まった。この時代を通して相当数のパソコンが教育機関に納入されており、学習塾でも取り入れるところも出てきた。この分野は今でもeラーニングという形で継続されている。

### ハードウェアの新陳代謝と人気の集中
この時代を通して、技術進歩は今日よりも遥かにゆっくりしており、概ね機種の世代交代は2〜3年に1バージョンが上がるという物で、旧機種の寿命も5〜8年程度あった。このようにゆっくりしたハードウェアの進歩の中で、よりソフトウェア（8ビットパソコン市場においては、その多くは実用ソフトではなくゲームソフトであった）が多く発売されている機種へと人気が集中した。
この状況で御三家とされたPC-8000シリーズやFM-7シリーズ、X1シリーズはソフトウェア資産も多く、またソフトウェア制作会社も採算の問題から人気機種に集中してソフトウェアを供給するようになり、遅れてパソコン市場に参入したメーカーが自社製品を市場に売り込むためには、まずソフトウェアメーカーに働き掛けて、自社製品向けにソフトウェアを開発・移植・販売してもらうようにしなければならない程だった。

## 他勢力の動向
ソニーはこの時代、SMC-70の発売を経てSMC-777（1983年発売）というパソコンを市場投入した。これらのパソコン向けソフトウェアは、同社が日本国外のゲームソフトをそれらのメーカー（Broderbund等）からライセンス供給を受けて自社製品に移植、このゲームソフトをパソコン販売店に供給するという力技を行った。しかし国内の各ソフトウェアメーカーが自社人気ソフトを移植するほどに市場が拡大せず、同社のパソコン戦略は大幅な方向転換を迫られ、後に他社との共同戦術とも呼べるMSXシリーズの発売へと切り替えていった。
他の、システム（ハードウェア・ソフトウェア）開発・設計費用の圧縮を狙った家電メーカー等も、マイクロソフトとアスキーが提唱したMSX規格に賛同して共同路線を行った。この総合市場は後に徹底した低価格路線へ突入し、業界二位の富士通を抜いてNECに迫る勢いだった。しかしパソコン市場の16/32ビットへの移行により、8ビットパソコン市場は終焉を迎えた。

## コピープロテクト
フロッピーディスクのソフトでは、一部に特殊なフォーマットを施しておき、そこが再現されているかどうかをチェックしていた。当初はソフトで工夫すれば再現できるようなものが多く、これを実現するための「コピーツール（パックアップツール）」と呼ばれるソフトが出回るようになった。それにつれて段々とパソコン本体だけでは再現できないフォーマットが掛けられるようになり、コピーツールを作る側も再現するための拡張ハードを用意するなど、イタチごっこの様を呈していた。
この中では『トップルジップ』（1986 - 1987年）のようにプロテクトとしてのドングルを添付したりといった試みがなされたゲーム作品も存在した。

## 性能比較
この節では、最終的に御三家とされるに至った3機種（PC-8800シリーズ、FM-7シリーズ、X1）の性能について記述する。

### 三機種の初期シリーズの共通点
- テキストは80桁×25行表示が基本であり、漢字テキストVRAMは搭載されず、アルファベットと半角カナ、一部の記号のみの表示が可能
- グラフィックは640ドット×200ライン、RGB8色表示が基本。一部機種では320×200ドット表示にも対応
  - ファミコン（同時52色）やMSX（同時16色）は256×192ドット、MSX2（512色中16色）は最高256×192〜512×424ドット。
- グラフィックVRAMはプレーンドアクセス方式で、1画面3プレーン（3bpp=8色）、一部機種ではALU搭載
  - MSXはキャラクタグラフィック、MSX2ではパックドピクセルである。またファミコンはキャラクタグラフィックであるが、ディスクシステムや後期のASIC搭載カートリッジ以外はキャラクタの書き換え機能を持たない（キャラクタはROMを参照することしかできない）。
- スプライト機能は持たない。
- ATARI規格の汎用ポートを、標準またはオプションで用意（初期のPC-8801除く）
- セントロニクス規格に準拠したパラレル仕様のプリンタポート（コネクタの仕様とプリンタへの制御コードは別々）
- データレコーダインターフェース搭載
- FDDは当初オプションであり、中期以降に5インチ2Dのドライブが搭載される（一部機種では3.5インチ）
- BASICインタプリタがROMによって内蔵、またはソフトウェアとして標準添付
- Z80搭載機では、当時の標準的なオペレーティングシステムCP/Mに対応（FM-7はZ80カード搭載による）

### 三機種のモデルチェンジ後の共通点
- 本体とキーボードを分離したセパレートタイプ（PC-8800は初代以降すべて）
- キーボードの同時押しの判別が可能
- 漢字ROM搭載（ただし漢字テキストVRAMを搭載する機種はごく一部に留まる）
- DISK-BASIC・漢字BASICが付属
- FDDを標準モデルで2ドライブ搭載（後期のモデルでFDDを2HD（FM77AVは2DD）化）
- VRAMアクセスを高速化（サイクルスチールや複数プレーン同時アクセス、ALUの導入など）
- FM音源を標準またはオプションで用意
- RS-232Cを標準またはオプションで用意

### 初期シリーズ
PC-8801（1981年〜）
- 当初はビジネス向けのマシンとして出発
- メインCPUは4MHzのZ80A相当品
- テキスト画面とグラフィック画面は独立しており、VRAMはメモリ空間をバンク切り替えしてアクセス
- 640ドット×200ライン 8色表示、640ドット×400ライン 2色表示
- テキスト画面に160×100の擬似グラフィック機能
- CRTCがバスを頻繁に占有するため、CPU本来の処理速度をスポイルする（テキストやグラフィックのCRTへの出力を停止することによって本来の速度を得られる）
- FDD（初代は別売）をサブCPU（Z80A相当品）が管理するため、メインCPUの処理（割り込みによるBGMなど）を止めずに制御可能
- キーボードはパラレル接続であり、キーマトリクスの取得が可能
- BEEP音源のみ。PC-8801mkIIになって1ビットサウンドポートを搭載
- PC-8000シリーズ互換モード搭載

X1（1982年〜）
- テレビ事業部が開発・販売し、MZシリーズとの直接互換性は無い
- 当初はセパレート型であったが、二代目に本体・キーボード一体型の廉価機が登場
- メインCPUは4MHzのZ80A
- テキスト画面とグラフィック画面は独立しており、VRAMはI/O空間にマッピングされるため、アクセスの際にバンク切り替えは不要
- テキスト画面に8色キャラクターを表示するPCG機能を搭載
- テレビコントロール機能とスーパーインポーズ機能を搭載
- キーボードはシリアルバスで接続され、サプCPU（8049）が管理するため、一部の機能キーを除き同時押しは検出できない
- 電子制御機能つきのデータレコーダを本体に搭載（一部は非搭載）、読み書き速度も他社の2〜8倍高速
- タイマ割り込み機能を標準搭載していない
- 3和音のPSGを搭載
- ROM-BASICを標準搭載しないクリーン設計。

FM-7（1982年〜）
- 先行したFM-8の廉価・改良版
- 本体・キーボード一体型
- メインMPUは2MHzの68B09
- サブMPU（68B09）によるグラフィック管理
- 独立したテキスト画面を持たず、グラフィック画面に描画する
- ハードウェアスクロール機能
- キーボードは専用CPUが管理、キーマトリクスの取得が不能であるほか、BREAKキー以外は離したことを検出できない
- 3和音のPSG搭載
- FM-8互換モード搭載（実行速度を遅くするもので、ROMの完全な互換性は無い）

### モデルチェンジ後
PC-8801mkIISR以降（1985年〜）
- 5.25インチFDD搭載のPC-8801mkIIの改良版
- グラフィックにアナログカラーパレット機能を搭載、512色中8色表示
- FM音源はOPN（FM3ch+SSG3ch）
- FH/MH以降でCPUを8MHzにクロックアップ
- 多色表示（65536色）はFH/MHの時代にオプションとして発売された
- FA/MA以降でサウンドをOPNA（FMステレオ6ch+リズム6ch+SSG3ch+ADPCM1ch）に強化（同時期に発売されたサウンドボードIIを増設することで、従来機種も同等の音源が使える）
- 上位機に16ビット機のPC-88VAがある
- 16ビット機PC-9800とのハイブリッド機PC-98DO/DO+がある

X1turbo（1984年〜）
- 5.25インチFDD搭載
- 漢字テキストVRAM搭載、PCGパターン定義の高速化
- 400ライン表示可能
- Z80CTC（タイマ割り込み）、Z80DMAの追加
- デジタルパレットのみ（turboZ以降はパレット機能つき4096色同時表示）
- FM音源（初期型ではオプション）はOPM（FMステレオ8ch、PSG3chとは別）

FM77AV（1985年〜）
- 3.5インチFDD搭載のFM-77の改良版
- MMRによるメモリ空間拡張、メインMPUからサブMPU空間（VRAM）に直接アクセス可能
- パレット機能つき4096色同時表示（AV40シリーズは26万色表示および640ドット×400ライン8色表示）
- 縦横へのハードウェアスクロール機能、2画面合成（パレットの並べ替えによる）
- スーパーインポーズ機能
- ビデオデジタイズ（オプション、後に標準装備）
- FM音源はOPN（FM3ch+PSG3ch）
- OS-9に対応

## 関連するゲームソフトウェア
PC-8800シリーズ、FM-7シリーズ、X1に関係の深いコンピュータゲームのソフトウェア（パッケージソフト）に関して列記する。

### 上記3機種の全てで発売（移植）された主なゲーム
- ハドソン：デゼニランド、サラダの国のトマト姫
- 日本ファルコム：イース、イースII、ザナドゥ、ドラゴンスレイヤー
- T&E SOFT：惑星メフィウス、ハイドライド及び、ハイドライドII、ディーヴァ、サイオブレード
- エニックス（現：スクウェア・エニックス）：ドアドア、地球戦士ライーザ
- ボーステック：レリクス
- ゲームアーツ：テグザー（X1版はスクウェア）、ぎゅわんぶらあ自己中心派
- 電波新聞社（ナムコ、セガ）：パックマン、マッピー、ラリーX、ディグダグ、ゼビウス（PC-8801版はエニックス）、スペースハリアー
- スクウェア（現：スクウェア・エニックス）：Will、アルファ
- 日本テレネット：ファイナルゾーン、夢幻戦士ヴァリス、ルクソール
- ウルフ・チーム：アークス
- アスキー：ボコスカウォーズ、ウィザードリィ
- テクノソフト：サンダーフォース、プラズマライン、九玉伝
- システムソフト：大戦略
- 光栄：信長の野望（PC-8801版以外は戦国群雄伝まで）、三国志（IIまで）、蒼き狼と白き牝鹿・ジンギスカン、水滸伝、維新の嵐

### 上記3機種のうち2機種で発売（移植）された主なゲーム
- ロマンシア、ソーサリアン（日本ファルコム）、ハイドライドシリーズ（T&E SOFT） - FM7/77AV版は未発売
- シルフィード（ゲームアーツ） - X1版は未発売
- レイドックシリーズ（T&E SOFT） - PC-8801版は未発売

### 同世代の8ビットパソコン
- MSX/MSX2
- MZ (コンピュータ)
- PC-6000シリーズ
- ぴゅう太（16ビット）
- M5 (コンピュータ)
- ベーシックマスター
- SMC-777

### 同時代の家庭用ゲーム機
- ファミリーコンピュータ
- セガ・マスターシステム
- 光速船（Vectrex）
- PCエンジン

### 後継機となった16/32ビットパソコン
- PC-9801
- X68000
- FM TOWNS

### 日本国外の御三家
- Apple II（Apple Computer）
- PET 2001（コモドール）
- TRS-80（タンディ・ラジオシャック）
  - またはAtari 800（アタリ）[要出典]

日本の場合と同様に、機種名あるいはメーカーそのものを指す。16ビット時代になってからは、IBM、コンパック、アップルがパソコン御三家と言われた。